# 1997年のIMSA GT選手権
1997年のエクソン世界スポーツカー選手権／シュプリームGTシリーズは、IMSA GT選手権の27年目のシーズン。プロトタイプ車両のワールドスポーツカー (WSC) およびグランドツーリング (GT1、GT2、GT3) の4クラスが実施された。2月1日のデイトナ24時間レースで開幕し、10月26日のVISA スポーツカー・チャンピオンシップまで全11戦でタイトルが争われた。

## スケジュール
大半のレースはGTSクラスとWSCクラスが別々のレースとして実施されたが、しばしば走行距離は異なった。「全」表示は両クラスが同時に走行したレース。
| ラウンド | レース                                           | 走行距離  | クラス | サーキット                                         | 開催日        |
| -------- | ------------------------------------------------ | --------- | ------ | -------------------------------------------------- | ------------- |
| 1        | ロレックス24アット・デイトナ                     | 24時間    | 全     | デイトナ・インターナショナル・スピードウェイ       | 2月1日 2月2日 |
| 2        | スーパーフロー セブリング12時間レース            | 12時間    | 全     | セブリング・インターナショナル・レースウェイ       | 3月15日       |
| 3        | NAPA グランプリ・オブ・アトランタ                | 2時間     | GTS    | ロード・アトランタ                                 | 4月19日       |
| 3        | NAPA グランプリ・オブ・アトランタ                | 2時間     | WSC    | ロード・アトランタ                                 | 4月20日       |
| 4        | ダッジ・ディーラーズ・グランプリ                 | 1時間45分 | GTS    | ライム・ロック・パーク                             | 5月26日       |
| 4        | ダッジ・ディーラーズ・グランプリ                 | 1時間45分 | WSC    | ライム・ロック・パーク                             | 5月26日       |
| 5        | ファーストユニオン 6アワーズ・アット・ザ・グレン | 6時間     | 全     | ワトキンズ・グレン・インターナショナル             | 6月1日        |
| 6        | カリフォルニア・グランプリ                       | 1時間45分 | GTS    | シアーズ・ポイント・レースウェイ                   | 7月13日       |
| 6        | カリフォルニア・グランプリ                       | 2時間     | WSC    | シアーズ・ポイント・レースウェイ                   | 7月13日       |
| 7        | モスポート・フェスティバル                       | 1時間45分 | GTS    | モスポート・インターナショナル・レースウェイ       | 8月31日       |
| 7        | モスポート・フェスティバル                       | 2時間     | WSC    | モスポート・インターナショナル・レースウェイ       | 8月31日       |
| 8        | スポーツカー・グランプリ                         | 1時間45分 | GTS    | ラスベガス・モーター・スピードウェイ               | 9月20日       |
| 8        | スポーツカー・グランプリ                         | 2時間     | WSC    | ラスベガス・モーター・スピードウェイ               | 9月20日       |
| 9        | フェスティバル・オブ・ロードレーシング           | 2時間     | WSC    | パイクス・ピーク・インターナショナル・レースウェイ | 9月28日       |
| 9        | フェスティバル・オブ・ロードレーシング           | 1時間45分 | GTS    | パイクス・ピーク・インターナショナル・レースウェイ | 9月28日       |
| 10       | NAPA セブリング・オクトーバーフェスト            | 2時間     | WSC    | セブリング・インターナショナル・レースウェイ       | 10月18日      |
| 10       | NAPA セブリング・オクトーバーフェスト            | 1時間45分 | GTS    | セブリング・インターナショナル・レースウェイ       | 10月18日      |
| 11       | VISA スポーツカー・チャンピオンシップ            | 1時間45分 | GTS    | ラグナ・セカ・レースウェイ                         | 10月26日      |
| 11       | VISA スポーツカー・チャンピオンシップ            | 1時間45分 | WSC    | ラグナ・セカ・レースウェイ                         | 10月26日      |

## レース結果
| ラウンド | サーキット         | WSC優勝チーム | GTS-1優勝チーム                                                             | GTS-2優勝チーム                                                                       | GTS-3優勝チーム                                                                    | レポート |
| ラウンド | サーキット         | WSC優勝ドライバー | GTS-1優勝ドライバー                                                         | GTS-2優勝ドライバー                                                                   | GTS-3優勝ドライバー                                                                | レポート |
| -------- | ------------------ | --- | --------------------------------------------------------------------------- | ------------------------------------------------------------------------------------- | ---------------------------------------------------------------------------------- | -------- |
| 1        | デイトナ           | #20 ダイソン・レーシング | #01 ロアー・コーポレーション                                                | #99 ルーック・レーシング                                                              | #10 PTG                                                                            | 詳細     |
| 1        | デイトナ           | エリオット・フォーブス＝ロビンソン ジョン・シュナイダー ロブ・ダイソン ジョン・ポール・ジュニア ブッチ・ライツィンガー アンディ・ウォレス ジェームス・ウィーバー | ヨッヘン・ロアー アンディ・ピルグリム ハラルド・グロース アルンド・マイヤー | ラルフ・ケレナース パトリス・ゲースラール クラウディア・ヒュルトゲン アンドレ・アール | ハビエル・クイロス デレック・ヒル ボリス・セッド ビル・オーバーレン トム・ハサート | 詳細     |
| 2        | セブリング         | #3 チーム・スカンディア | #11 ロビンソン・レーシング                                                  | #61 コンラート・モータースポーツ                                                      | #10 PTG                                                                            | 詳細     |
| 2        | セブリング         | ヤニック・ダルマス ステファン・ヨハンソン フェルミン・ベレス アンディ・エヴァンズ                                                                                | アーヴ・ホーアー ジャック・ボールドウィン ジョージ・ロビンソン              | ボブ・ウォレク フランツ・コンラート ヴィド・ロスラー                                  | ハビエル・クイロス ビル・オーバーレン デレック・ヒル トム・ハサート                | 詳細     |
| 3        | ロード・アトランタ | #16 ダイソン・レーシング | #66 パノス・モータースポーツ                                                | #99 シューマッハー・レーシング                                                        | #39 ジム・マシューズ                                                               | 詳細     |
| 3        | ロード・アトランタ | ブッチ・ライツィンガー ジェームス・ウィーバー | ドク・バンディ アンディ・ウォレス                                           | ラリー・シューマッハー ジョン・オスティーン                                           | ジム・マシューズ デヴィッド・マレー                                                | 詳細     |
| 4        | ライムロック       | #30 モレッティ・レーシング | #91 ロック・ヴァレー                                                        | #99 シューマッハー・レーシング                                                        | #6 PTG                                                                             | 詳細     |
| 4        | ライムロック       | アントニオ・ハーマン アンドレア・モンテルミーニ | スチュ・ヘイナー ロジャー・シュラム                                         | ラリー・シューマッハー ジョン・オスティーン                                           | ハビエル・クイロス デレック・ヒル                                                  | 詳細     |
| 5        | ワトキンズ・グレン | #16 ダイソン・レーシング | #66 パノス・モータースポーツ                                                | #61 コンラート・モータースポーツ                                                      | #77 マットコ・レーシング                                                           | 詳細     |
| 5        | ワトキンズ・グレン | エリオット・フォーブス＝ロビンソン ブッチ・ライツィンガー ジェームス・ウィーバー                                                                                 | ドク・バンディ アンディ・ウォレス デヴィッド・ブラバム                      | フランツ・コンラート ニック・ハム ミシェル・リゴネ                                    | ピート・ハルスマー ジョン・モートン                                                | 詳細     |
| 6        | シアーズ・ポイント | #16 ダイソン・レーシング | #66 パノス・モータースポーツ                                                | #61 コンラート・モータースポーツ                                                      | #10 PTG                                                                            | 詳細     |
| 6        | シアーズ・ポイント | アンディ・ウォレス ジェームス・ウィーバー | ドク・バンディ アンディ・ウォレス                                           | フランツ・コンラート ニック・ハム                                                     | ビル・オーバーレン ボリス・セッド                                                  | 詳細     |
| 7        | モスポート         | #43 セントラル・アーカンサス | #01 ロアー・モータースポーツ                                                | #61 コンラート・モータースポーツ                                                      | #6 PTG                                                                             | 詳細     |
| 7        | モスポート         | ロン・フェローズ ロブ・モーガン | ヨッヘン・ロアー ドーセイ・シュローダー アンディ・ピルグリム                | フランツ・コンラート ニック・ハム                                                     | ハビエル・クイロス デレック・ヒル                                                  | 詳細     |
| 8        | ラスベガス         | #20 ダイソン・レーシング | #01 ロアー・モータースポーツ                                                | #99 シューマッハー・レーシング                                                        | #39 ジム・マシューズ                                                               | 詳細     |
| 8        | ラスベガス         | ジョン・ポール・ジュニア ブッチ・ライツィンガー | アンディ・ピルグリム アラン・マクニッシュ                                   | ラリー・シューマッハー プライス・コブ                                                 | ジム・マシューズ デヴィッド・マレー                                                | 詳細     |
| 9        | パイクス・ピーク   | #30 モレッティ・レーシング | #00 ロアー・モータースポーツ                                                | #61 コンラート・モータースポーツ                                                      | #10 PTG                                                                            | 詳細     |
| 9        | パイクス・ピーク   | アントニオ・ハーマン アンドレア・モンテルミーニ | アンディ・ピルグリム アラン・マクニッシュ                                   | フランツ・コンラート ニック・ハム                                                     | ビル・オーバーレン ボリス・セッド                                                  | 詳細     |
| 10       | セブリング         | #30 モレッティ・レーシング | #01 ロアー・モータースポーツ                                                | #99 シューマッハー・レーシング                                                        | #10 PTG                                                                            | 詳細     |
| 10       | セブリング         | アントニオ・ハーマン アンドレア・モンテルミーニ | アンディ・ピルグリム アラン・マクニッシュ                                   | ラリー・シューマッハー プライス・コブ                                                 | ビル・オーバーレン ブッチ・レイツィンガー マルク・デュエツ                         | 詳細     |
| 11       | ラグナ・セカ       | #20 ダイソン・レーシング | #96 パノス・モータースポーツ                                                | #61 コンラート・モータースポーツ                                                      | #7 PTG                                                                             | 詳細     |
| 11       | ラグナ・セカ       | ジョン・ポール・ジュニア ブッチ・ライツィンガー | エリック・ベルナール デヴィッド・ブラバム                                   | フランツ・コンラート ニック・ハム                                                     | ディーター・クエスター マルク・デュエツ                                            | 詳細     |

## ランキング

### チーム・ランキング
ポイントは上位から順に25-21-19-17-15-14-13-12-11-10-...ポイントが与えられた。セブリング12時間レースでは30-26-24-22-20-19-18-17-16-15-...ポイントが、デイトナ24時間レースでは33-29-27-25-23-22-21-20-19-18-...ポイントが与えられた。
複数台エントリーしたチームのチームポイントはその内の最上位の車両のみに与えられた。

### WSC
| 順位 | チーム                                 | シャシー                                     | エンジン                                                    | Rd 1 | Rd 2 | Rd 3 | Rd 4 | Rd 5 | Rd 6 | Rd 7 | Rd 8 | Rd 9 | Rd 10 | Rd 11 | ポイント |
| ---- | -------------------------------------- | -------------------------------------------- | ----------------------------------------------------------- | ---- | ---- | ---- | ---- | ---- | ---- | ---- | ---- | ---- | ----- | ----- | -------- |
| 1    | ダイソン・レーシング                   | ライリー&スコット・Mk III                    | フォード 5.0 L V8                                           | 33   | 26   | 25   | 21   | 25   | 25   | 21   | 25   | 19   | 19    | 25    | 264      |
| 2    | モレッティ・レーシング                 | フェラーリ・333SP                            | フェラーリ F310E 4.0 L V12                                  | 25   | 14   | 19   | 25   | 6    | 14   | 17   | 19   | 25   | 25    | 21    | 210      |
| 3    | ディボス・レーシング                   | ライリー&スコット・Mk III フェラーリ・333 SP | オールズモビル オーロラ 4.0 L V8 フェラーリ F310E 4.0 L V12 | 27   | 24   | 10   | 19   | 13   | 19   | 15   | 15   | 14   | 17    | 17    | 190      |
| 4    | ドイル/ライリー&スコット               | ライリー&スコット・Mk III                    | オールズモビル オーロラ 4.0 L V8                            | 20   | 13   | 14   | 10   | 7    | 11   | 19   | 21   | 21   | 5     | 19    | 160      |
| 5    | セントラル・アーカンサス・レーシング   | フェラーリ・333SP                            | フェラーリ F310E 4.0 L V12                                  |      |      | 15   | 14   | 21   | 17   | 25   | 17   | 13   | 13    | 10    | 145      |
| 6    | ダウニング・アトランタ・レーシング     | クッズ・DLM                                  | マツダ 2.0 L 3ローター                                      | 23   | 22   | 13   | 7    | 15   | 10   | 12   | 11   | 10   | 10    | 8     | 141      |
| 7    | FABファクトリー・モータースポーツ      | スパイス SC95 クッズ・DG-2                   | オールズモビル オーロラ 4.0 L V8 ビュイック 4.5 L V6        | 15   | 17   | 8    | 11   | 17   | 9    | 13   | 4    | 11   | 9     | 4     | 118      |
| 8    | MSIレーシング                          | ライリー&スコット・Mk III                    | シボレー 6.0 L V8                                           | 12   | 19   | 17   |      | 8    | 12   | 14   | 8    | 7    | 14    |       | 111      |
| 9    | サポート・ネット・レーシング           | ホーク・C-8 ライリー&スコット・Mk III        | シボレー 6.0 L V8 フォード 5.0 L V8                         | 21   | 16   | 3    | 12   | 12   | 6    |      | 2    |      | 12    |       | 96       |
| 10   | スクリーミング・イーグルズ・レーシング | ライリー&スコット・Mk III                    | フォード 5.0 L V8                                           | 14   | 18   | 9    |      |      | 13   |      | 13   |      |       | 12    | 79       |
| 11   | ダヴィン・レーシング                   | アルゴ・P クッズ・DLM                        | BMW 4.0 L V8 ビュイック 4.5 L V6                            | 17   |      | 2    | 6    | 5    | 2    | 7    | 10   | 8    | 8     | 2     | 69       |
| 12   | クラージュ・コンペティション           | クラージュ C41                               | オールズモビル オーロラ 4.0 L V8                            | 17   |      | 2    | 9    |      |      | 10   | 12   | 6    | 11    | 6     | 67       |
| 13   | チーム・スカンディア                   | フェラーリ・333SP                            | フェラーリ F310E 4.0 L V12                                  | 29   | 30   |      |      |      |      |      |      |      |       |       | 59       |
| 14=  | コップフ・プレシジョン・プロダクツ     | カイラー・KII                                | フォード 5.0 L V8                                           | 18   | 11   |      |      |      | 8    |      | 3    | 5    |       | 11    | 56       |
| 14=  | TRVモータースポーツ                    | クッズ・DL-4                                 | シボレー 6.0 L V8                                           | 13   |      | 11   | 8    |      | 7    |      |      | 12   |       | 5     | 56       |
| 16   | URD レンヴァーゲンバウ USA             | URD WSC95                                    | BMW 4.0 L V8                                                |      |      |      | 13   | 10   |      |      |      |      | 4     | 9     | 36       |
| 17   | ターゲット 24                          | ライリー&スコット・Mk III                    | オールズモビル オーロラ 4.0 L V8                            | 19   |      |      |      |      |      |      |      |      |       | 14    | 33       |
| 18   | チーム・サウスカロライナ               | ホーク・MD3R                                 | マツダ 2.0 L 3ローター                                      |      |      | 6    |      | 17   |      |      |      |      |       |       | 23       |
| 19   | グラハム・ウィリアムズ                 | プロスポーツ・3000                           | フォード 5.0 L V8                                           | 22   |      |      |      |      |      |      |      |      |       |       | 22       |
| 20   | ファンタジー・ジャンクション           | カーニバル                                   | シボレー 6.0L V8                                            |      |      |      |      |      | 4    |      | 9    | 4    |       | 3     | 20       |
| 21   | ジョン・クリスティー                   | X-250                                        | フェラーリ F310E 4.0 L V12                                  |      | 10   |      |      |      |      |      |      |      |       |       | 10       |
| 22   | ビル・ドラハイト                       | スパイス BDG-02                              | シボレー 6.0 L V8                                           |      |      |      |      |      |      |      | 5    |      |       |       | 5        |
| 23   | ホイール・ワークス                     | ベネット・スペシャル・MkII                   | ポンティアック 5.0 L V8                                     |      |      |      |      |      | 3    |      |      |      |       | 1     | 4        |